# يما (مسلسل)
يما مسلسل جزائري درامي من تأليف سفيان دحماني إنتاج عامر بهلول وإخراج مديح بلعيد، ومن بطولة سيد أحمد أقومي ومليكة بلباي ومحمد رغيس وسمير الحكيم ومحمد فريمهدي.
عُرض الجزء الأول منه في رمضان 2020 وعُرض الجزء الثاني في رمضان 2021.

## القصة
تدخل نبيلة (مليكة بلباي) السجن ظلما وهي حامل وتلد إبنها خالد (محمد رغيس) في السجن وفي ظروف معقدة تحرم من إبنها الذي يربيه عمر (سيد أحمد أقومي) رجل الأعمال النافذ من دون إخباره بالحقيقة، بعد سنوات يبدأ خالد الذي أصبح صاحب وكالة سياحية بالأهتمام بأحدى موضفاته ملاك (مونية بن فغول) هذا الأهتمام يحرك الأحداث في أتجاه يجعله يعيد أكتشاف ماضيه الشخصي ونشاط أبيه بالتبني في عالم الأجرام.

## الممثلون
- سيد أحمد أقومي
- مليكة بلباي
- محمد رغيس
- سمير الحكيم
- سمير أوجيت
- العمري كعوان
- محمد فريمهدي
- مونية بن فغول
- أمال مينيغاد[6]
- خولة السالم
- أمين ميموني
- فيزية توغرتي
- مبروك فروحي
- عبد الغني درياس
- مروى بوشوشة[5]
- الياس بن بكير[7]
- حياة عولة
- نجية لعراف
- محمد بونوغاز
- أيدير بن عيبوش
- نور الدين بوصوف
- عماد بن شني
- مريم عميار
- صبرينة تيغزيرية
- مناد مبارك
- خالد بن عيسى
- فتحي النوري
- قادر قيروب

## الفريق
- المخرج: مديح بلعيد
- المنتج: عامر بهلول
- موسيقى تصويرية: يونس بحري
- المؤلف: سفيان دحماني ومديح بلعيد
- مدير التصوير: حسان العمري
- مهندس صوت: حميد بوزيان
- المركب: أمير جلاصي
- مساعد مخرج: نجيب أولبصير